# جریل پرسکات
جریل پرسکات (انگلیسی: Jeryl Prescott Sales؛ زادهٔ ۲۵ مارس ۱۹۶۴) یک هنرپیشه اهل ایالات متحده آمریکا است.

## گزیده فیلمشناسی
از فیلم‌ها یا برنامه‌های تلویزیونی که وی در آن نقش داشته‌است می‌توان به آثار زیر اشاره کرد.

### سینمایی
| سال  | عنوان                    | نقش               | یادداشت        |
| ---- | ------------------------ | ----------------- | -------------- |
| ۲۰۰۲ | مکس                      | خانم کورتز        | فیلم کوتاه     |
| ۲۰۰۳ | اپیکوریان‌ها              | تینا ویلیامز      |                |
| ۲۰۰۵ | کلید اسکلتی              | ماما سسیل         |                |
| ۲۰۰۶ | پاییز قرمز               | جاسمین            | فیلم کوتاه     |
| ۲۰۰۸ | جای خالی ۲: اولین برش    | معاون             |                |
| ۲۰۰۹ | The Life I Meant to Live | نرویس             |                |
| ۲۰۰۹ | آر ایکس                  | Principal Simmons | فیلم تلویزیونی |
| ۲۰۱۱ | زیر شهر                  | آنجلا             |                |
| ۲۰۱۲ | عروسی                    | خانم رازآلود      | کوتاه          |
| ۲۰۱۲ | اچ چهار                  | نورتامبرلند       |                |
| ۲۰۱۲ | بولدن                    | فلیسیتی           |                |
| ۲۰۱۳ | شغل را بگیر              | معاون مدرسه       |                |
| ۲۰۱۵ | سراشیبی سرد              | دزدمونا لارک      |                |
| ۲۰۱۵ | کنار بایست سرباز         | استیسی آرمسترانگ  |                |
| ۲۰۱۵ | تضاد منافع               | خانم سیمونز       |                |
| ۲۰۱۶ | تولد یک ملت              | جانیس             |                |

### مجموعه تلویزیونی
- ذهن‌های مجرم (۲۰۰۸)
- مردگان متحرک (مجموعه تلویزیونی) (۲۰۱۰–۲۰۱۲)
- پارک‌ها و تفریحات (۲۰۱۱)
- انقلاب (مجموعه تلویزیونی) (۲۰۱۳)
- کسل (مجموعه تلویزیونی) (۲۰۱۳)
- خانواده امروزی (۲۰۱۴)
- وصله جنایتکاران (مجموعه تلویزیونی) (۲۰۱۴)
- ری داناوان (۲۰۱۴)
- بتل‌کریک، میشیگان (۲۰۱۵)
- سوامپ تینگ (مجموعه تلویزیونی ۲۰۱۹) (۲۰۱۹)